# Sardinella aurita
Espèce
Statut de conservation UICN

 LC  : Préoccupation mineure
Sardinella aurita, l'Allache, Sardinelle ronde ou encore yaboy au Sénégal, est une espèce de poissons de la famille des Dorosomatidae qui se rencontre de chaque côté de l'Atlantique, en Méditerranée, en mer Noire, dans le golfe du Mexique...

## Description
Sardinella aurita mesure jusqu'à 31 cm pour un poids maximal publié de 229 g.

## Répartition
Ce taxon se rencontre dans les pays suivants : Afrique du Sud, Albanie, Algérie, Angola, Anguilla, Antigua-et-Barbuda, Argentine, Aruba, Bahamas, Barbade, Belize, Bermudes, Bosnie-Herzégovine, Brésil, Bulgarie, Bénin, Cameroun, Canada, Cap-Vert, Chypre, Colombie, Costa Rica, Croatie, Cuba, Curaçao, Côte d'Ivoire, Dominique, Espagne, France, Gabon, Gambie, Ghana, Gibraltar, Grenade, Grèce, Guadeloupe, Guatemala, Guinée équatoriale, Guinée-Bissau, Guinée, Guyana, Guyane, Géorgie, Haïti, Honduras, Israël, Italie, Jamaïque, Liban, Liberia, Libye, Malte, Maroc, Martinique, Mauritanie, Mexique, Monaco, Montserrat, Monténégro, Namibie, Nicaragua, Nigeria, Panama, Pays-Bas caribéens, Porto Rico, Portugal, Roumanie, Russie, République arabe sahraouie démocratique, République dominicaine, République du Congo, République démocratique du Congo, Saint-Christophe-et-Niévès, Saint-Martin, Saint-Martin, Saint-Vincent-et-les-Grenadines, Sainte-Lucie, Sao Tomé-et-Principe, Sierra Leone, Slovénie, Suriname, Syrie, Sénégal, Togo, Trinité-et-Tobago, Tunisie, Turquie, Ukraine, Uruguay, Venezuela, Égypte, États-Unis, Îles Caïmans, Îles Turques-et-Caïques, Îles Vierges britanniques, Îles Vierges des États-Unis, Îles mineures éloignées des États-Unis.

## Systématique
Le nom valide complet (avec auteur) de ce taxon est Sardinella aurita Valenciennes, 1847.
Ce taxon porte en français les noms vernaculaires ou normalisés suivants : Allache,, Z'anchois,, Caille, Sardinelle, Sardinelle Ronde.
Sardinella aurita a pour synonymes :
- Sardinella aurita mediterranea (Valenciennes, 1847)
- Sardinella aurita terrasae Lozano-Rey, 1950
- Alosa senegalensis Bennett, 1831
- Clupanodon pseudohispanica (Poey, 1860)
- Clupea allecia Rafinesque, 1810
- Clupea aurita (Valenciennes, 1847)
- Clupea aurovittata Swainson, 1838
- Clupea caeruleovittata Richardson, 1846
- Clupea venulosa Steinitz, 1927
- Meletta mediterranea Valenciennes, 1847
- Sardinella anchovia Valenciennes, 1847
- Sardinella euxina Antipa, 1906
- Sardinella pinnula Bean, 1912
- Sardinia pseudohispanica Poey, 1860

## Publication originale
- Cuvier, G.; Valenciennes, A. (1847). Histoire naturelle des poissons. Tome vingtième. Livre vingt et unième. De la famille des Clupéoïdes. Hist. Nat. Poiss. v. 20: i-xviii + 1 p. + 1-472, Pls. 591-606.